# Rhein-Flugzeugbau
Die Rhein Flugzeugbau GmbH mit Sitz am Verkehrslandeplatz Mönchengladbach wurde 1956 von Kaether & Co. sowie der Deilmann-Montan GmbH gegründet und existierte bis in die 1990er Jahre. Sie verfügte über Werkanlagen in Krefeld und ab 1958 auf dem Verkehrslandeplatz Mönchengladbach. Seit Ende der 1960er Jahre gehörte auch der Betrieb der Sportavia-Pützer auf der Dahlemer Binz zu den RFB-Produktionsstandorten. Erster Geschäftsführer war Oskar Steinbach.

## Geschichte

### Deilmann-Tochterunternehmen (1956–1968)
Einer der bekanntesten Flugzeugkonstrukteure dieser Firma war Hanno Fischer, der für das in den 1950er Jahren bekannte Flugzeug RW-3 verantwortlich zeichnete. Von der RW-3 wurden mehrere Exemplare hergestellt, von denen einige wenige noch zu Beginn des 21. Jahrhunderts flugfähig erhalten waren. Eine weitere Konstruktion, die RF-1, ein Reiseflugzeug mit sechs Sitzen und einem sogenannten Channelwing für Kurzstart-Eigenschaften, entstand um 1960. Es blieb lediglich bei dem Prototyp, da die Flugeigenschaften nicht zufriedenstellend gewesen sind.
Anfang der 1960er Jahre übernahm Carl Deilmann die RFB-Geschäftsanteile seines Partners Willi Käther, der zu seinem früheren Arbeitgeber Weser-Flugzeugbau zurückkehrte. Theo Meyenburg übernahm die Geschäftsführung bei RFB. Der RFB-Werkstattbetrieb bei den Kaether-Werken in Krefeld wurde bis 1964 komplett zum Flugplatz Mönchengladbach verlagert. Der Schwerpunkt der RFB-Aktivitäten lag in den 1960er Jahren im Ausbau des militärischen Wartungsgeschäfts für die Bundeswehr, u. a. mit einem Wartungsbetrieb bei der Bundeswehr auf dem Flughafen Köln-Wahn. Seit Mitte der 1960er Jahre übernahm RFB für die Bundeswehr den Betrieb der Zieldarstellungsflüge in Lübeck-Blankensee. Ab Mitte der 1960er Jahre war Rhein-Flugzeugbau gemeinsam mit Bölkow und Pützer an der Entwicklung des ersten Vollkunststoff-Motorflugzeugs der Welt unter der Bezeichnung LFU 205 der Leichtflugtechnik Union LFU beteiligt. Ende der 1960er Jahre erwarb Rhein-Flugzeugbau von Alfons Pützer dessen Anteile am Sportflugzeughersteller Sportavia-Pützer auf der Dahlemer Binz.

### VFW-Tochterunternehmen (1968–1981)
Carl Deilmann verkaufte 1968 zunächst 65 % seiner RFB-Anteile an die Vereinigten Flugtechnischen Werke (VFW) in Bremen. Nach dem Zusammenschluss von VFW und Fokker zur VFW-Fokker GmbH erwarb diese bis 1971 die restlichen 35 % der Deilmann-Anteile an RFB. Wolfgang Kutscher von VFW übernahm im gleichen Jahr die Geschäftsführung bei RFB.
Mit dem Versuchsträger Rhein-Flugzeugbau Sirius leitete Hanno Fischer 1968 die Entwicklung des Mantelschrauben-Antriebs für die späteren Rhein-Flugzeugbau Fanliner und RFB Fantrainer ein, die zwischen 1973 und 1977 in Mönchengladbach erstmals flogen. In den 1980er Jahren entwickelte sich der Fantrainer zum erfolgreichsten Flugzeugmuster bei Rhein-Flugzeugbau, von dem mehr als 40 Stück nach Thailand verkauft wurden. Obwohl der Fantrainer bei zwei Trainerausschreibungen der Bundeswehr als Sieger hervorging, konnte keine Maschine an die Bundeswehr verkauft werden. Auch bei zwei Ausschreibungen der USAF konnte sich der Fantrainer nicht durchsetzen. Mitte der 1980er Jahre entwickelte Fischer auf Basis des Fantrainers eine sechssitzige Reiseflugzeug-Variante unter der Bezeichnung RFB Fanstar, die der Kanadier Bill Rice in Kanada bei Fanstar Partners Inc. in Lizenz bauen wollte. Das Projekt kam jedoch nicht zur Umsetzung. Seit 2010 untersucht die Fa. Fanjet Aviation die Neuauflage einer Serie eines modernisierten Fantrainers.
Ende der 1960er Jahre kam es zur Zusammenarbeit zwischen Hanno Fischer und Alexander Lippisch beim Bau eines Forschungsflugzeugs für Bodeneffektstudien. Das Bundesverteidigungsministerium beauftragte Rhein-Flugzeugbau mit dem Bau der Rhein-Flugzeugbau X.113. Nachdem die Erprobung auf dem Bodensee positiv abgeschlossen worden war, erhielten Fischer und Lippisch den Auftrag zum Bau der größeren sechssitzigen Rhein-Flugzeugbau X.114, mit der die Erprobung auf der Ostsee fortgesetzt wurde. Die X.114 wurde 1978 bei einem Versuchsflug auf der Ostsee zerstört. Hanno Fischer schlug dem Verteidigungsministerium daraufhin den Bau einer verbesserten Rhein-Flugzeugbau RFB.215 und einer Rhein-Flugzeugbau X.117 vor. Das Verteidigungsministerium hatte allerdings kein weiteres Interesse an der Erforschung der Bodeneffekt-Fahrzeuge, womit die Entwicklung bei Rhein-Flugzeugbau ihr Ende fand. Hanno Fischer gründete Ende der achtziger Jahre die Fischer Flugmechanik und setzte hier bis zum heutigen Tag die Forschung und Entwicklung von Bodeneffekt-Fahrzeugen erfolgreich fort.

### MBB-Tochterunternehmen (1981–1990)
Nach Auflösung der VFW-Fokker GmbH übernahm Messerschmitt-Bölkow-Blohm 1981 die Vereinigten Flugtechnischen Werke (VFW) sowie dessen Tochterunternehmen Rhein-Flugzeugbau GmbH. Als MBB-Tochter wurden bei RFB in erster Linie die militärischen Geschäftsfelder mit Wartung und Instandsetzung, Zieldarstellung, sowie Vermarktung des militärischen Fantrainers ausgeweitet. Auch entwicklungstechnisch standen in dieser Zeit hauptsächlich militärische Arbeiten im Vordergrund, u. a. die Entwicklung von Schleudersitzen für den Alpha Jet oder Vorrichtungen zur Helicopterbekämpfung. Für Airbus übernahm RFB die Bauteilfertigung im A300-Programm.

### ABS-Tochterunternehmen (1990–1994)
Alfred Schneider übernahm 1989 die Geschäftsführung. Nach Integration des MBB-Mutterkonzerns in die Deutschen Aerospace erfolgte 1990 der Verkauf von RFB an die ABS International von Albert Blum. Gerhard Seeger übernahm 1991 die Geschäftsführung, dem ein Jahr später Hartmut Stiegler folgte. Der ehemalige Sportavia-Pützer Betrieb auf der Dahlemer Binz wurde 1992 in die ABS Aircraft GmbH ausgegründet. Für die Aufnahme des Wartungsgeschäfts wurde die W+S Wartung und Service Airline GmbH gegründet. Der RFB-Kernbetrieb wurde auf Entwicklung und Herstellung konzentriert. Das Zieldarstellungsgeschäft war bereits 1990 an Pilatus in der Schweiz abgegeben worden.
Im RFB-Entwicklungsbetrieb wurde unter dem neuen Technischen Leiter Christoph Fischer Anfang der 90er Jahre noch im Auftrag der DASA der Entwurf des späteren MBB Fanranger als Nachfolgemuster für den Fantrainer ausgearbeitet. Um aber die noch von Hanno Fischer ausgearbeiteten Entwürfe des Fischer Whisperfan und Fischer Whisper-Whale als Nachfolgemodell des RFB Fanliner oder den von Fischer Flugmechanik entwickelten Fischer Airfish AF-3 noch zur Serienreife zu führen, fehlten Anfang der neunziger Jahre die Mittel. Für die verbesserten Entwürfe des FT-800, FT-1000 und des RFB Tiro Trainer, den Christoph Fischer für die thailändische Luftstreitkräfte ausarbeitete, fanden sich keine Interessenten mehr. Auch der Aufbau einer Serienproduktion der Hoffmann H.40, für die Blum die Lizenzrechte erworben hatte, kam nicht mehr zustande.

### Insolvenz und Abwicklung (1993–2006)
Durch die Insolvenz des RFB-Mutterkonzerns ABS International 1993 wurde auch das Tochterunternehmen Rhein-Flugzeugbau GmbH zahlungsunfähig. Der Betrieb kam 1993/94 weitgehend zum Erliegen. Ein neuer Investor fand sich für das Unternehmen nicht mehr. Am 1. April 1997 erging der konkurseröffnende Beschluss des Amtsgerichts Mönchengladbach. Flugzeuge, Entwicklungsunterlagen und Inventar der RFB wurden 1997 versteigert. Die Fanjet Aviation GmbH erwarb die Rechte an der Fantrainer-Entwicklung, sowie am Namen RFB und VFW. Flightship Ground Effect Pty. erwarb die Entwicklung des Bodeneffekt-Versuchsträgers RFB X-113 und führte die Arbeiten gemeinsam mit Fischer Flugmechanik weiter. Der ehemalige RFB-Geschäftsführer Hartmut Stiegler gründete eine Reihe von Auffang- und Nachfolgegesellschaften, die vor allem die Instandhaltung von RFB-Produkten sicherstellen sollten. Eines dieser Unternehmen firmiert heute wieder unter der Bezeichnung Rheinflugzeugbau GmbH in Krefeld. Die 1956 gegründete Rhein-Flugzeugbau GmbH wurde 2006 aus dem Handelsregister in Mönchengladbach gestrichen.

## Flugzeugtypen

### Realisierte Entwürfe
- RFB RF-1, sechssitziges STOL-Flugzeug
- RFB Sirius, Motorsegler mit zwei Wankelmotoren, die einen integrierten Mantelpropeller antreiben
- RFB Fanliner, zweisitziges Sport- und Reiseflugzeug mit Wankelmotor, bekannt geworden durch die Colani-Formgebung
- RFB Fantrainer, das einzig wirklich erfolgreiche Flugzeugmuster
- RFB X.113, Lippisch-Erprobungsträger für Bodeneffekt-Studien
- RFB X.114, Lippisch-Erprobungsträger für Hochsee-Studien des Bodeneffekts
- RFB/MBB Fanranger, Entwicklung eines Fantrainer-Nachfolgers für JPATS-Ausschreibung der USAF im Auftrag der DASA, Umsetzung bei MBB

### Nicht umgesetzte Entwürfe
- Rhein-Flugzeugbau RFB-215, Nachfolge-Entwurf für die RFB X.114 von 1978
- Rhein-Flugzeugbau X-117, Bodeneffektfahrzeug für Küsten- und Grenzüberwachung aus 80er Jahren
- Rhein-Flugzeugbau Riverbus 15, 15 sitziges Taxi- und Fähr-Stauflügelboot
- Rhein-Flugzeugbau SSF.I, 30 sitziges Fähr-Stauflügelboot
- Rhein-Flugzeugbau Fanstar, viersitzige Fantrainer-Version aus 80er Jahren
- Rhein-Flugzeugbau FT-800, Fantrainer mit stärkerem Motor
- Rhein-Flugzeugbau FT-1000, Fantrainer mit stärkerem Motor
- Rhein-Flugzeugbau Tiro Trainer, Fantrainer-Nachfolger für RTAF von 1993
- Rhein-Flugzeugbau Fanliner FL-5, geplante Lizenzfertigung des Fischer Whisperfan von 1990

### Lizenzbauten
- Rhein-Westflug RW-3, zweisitziges Leichtflugzeug der Rhein-Westflug, Lizenzfertigung bei RFB 1958–1961
- Fischer Airfish AF-3, zweisitziges Sport-WIG der Fischer Flugmechanik, bei RFB entstand nur ein Prototyp
- Fischer Whisperfan, ziviler, viersitziger Fantrainer mit Whisperfan-Antrieb, keine Produktionsaufnahme
- Fischer Whisperwhale, ziviler, viersitzige Schwimmervariante des Whisperfan, keine Produktionsaufnahme
- Hoffmann H.40, zweisitziges Ultraleichtflugzeug, keine Produktionsaufnahme
- MFI-10C, zweisitziges Trainerflugzeug auf Basis der MFI-10 mit stärker Motorisierung von 1993, keine Produktionsaufnahme

### Eigentümer
- Carl Deilmann Bergbau und Tiefbau
- Vereinigte Flugtechnische Werke
- Messerschmitt-Bölkow-Blohm
- DASA

### Personen
- Carl Deilmann (Gründer)
- Hanno Fischer (technischer Leiter)

### Verwandte Unternehmen
- Rhein-Westflug (Entwicklungsbetrieb RW3)
- Fischer Flugmechanik (Weiterentwicklung Bodeneffektfahrzeuge)
- Sportavia-Pützer (RFB-Tochterunternehmen)